# 임자초등학교 수도분교
임자초등학교 수도분교는 전라남도 신안군 임자면 수도리에 있었던 초등학교이다.

## 변천
- 1956년 6월 10일 임자중앙국민학교 수도분교 개교
- 1967년 4월 1일 도서벽지학교 '갑'급 지정
- 1986년 1월 1일 도서벽지학교 '나'급 조정
- 1989년 9월 1일 도서벽지학교 '다'급 조정
- 1996년 3월 1일 임자초등학교 수도분교 개칭
- 1999년 9월 1일 폐교 및 임자초등학교 통폐합